# Kritik av kristendomen
Kritik av kristendomen har förekommit genom hela kristendomens historia, och delvis överlappar med annan religionskritik. 

## Vetenskapssyn
Ett vanligt tema gäller kristendomens förenlighet med vetenskap och hur kristen doktrin enligt kritiker skulle ha hindrat utvecklingen av ny kunskap. En doktrin som kritiserats starkt av forskare och många andra är idén om kreationism som är utbredd inom konservativa grenar av kristendomen; att livet är skapat av Gud mer eller mindre ordagrant såsom anges i Första Moseboken. Inte minst i USA har en hetsk strid under sent 1900-tal och åter igen under tidigt 2000-tal blossat upp inom såväl politik, skolsystem, myndighetsutövning, juridik som i den samhälleliga debatten och lett till extrema motsättningar, där försök har gjorts att styra in skolundervisning på att ge utrymme för kreationism i lektioner i naturvetenskap som ett alternativ jämbördigt med evolutionsteorin. Domslut hindrade detta men i försök att kringgå beslut har kreationister försökt framställa sin syn som vetenskapligt testbar genom att propagera för intelligent design. Forskare från en mängd discipliner menar att kreationism, och även dess omformulering intelligent design, inte har karaktär av vetenskapliga, testbara, teorier, utan är vilseledande pseudovetenskap som står i konflikt med falsifierbara modeller av hur livet anses ha utvecklats från ett gemensamt ursprung. Även om inte heller forskare alltid kan enas om samma kosmologiska modeller vad gäller universums beskaffenhet och utvecklingsprinciper, och förklaringsmodeller till livet ursprung och människans mentala förmågor, så är de ense om de vetenskapliga metoder som kan användas för att sakligt pröva teorier. Dock finns inom kristenheten också en stor skillnad mellan de som tolkar Bibeln i hög grad bokstavligen (till exempel de "sju skapelsedagarna" i Första Moseboken) och de som tror på teistisk evolution, det vill säga menar att Gud skapade världen genom att formulera naturlagar som har medfört Big bang, livets uppkomst och evolutionsprocesser.

## Etik
Ett annat kritiskt tema gäller kristendomens etik, som om den tolkas bokstavligt utan att ta hänsyn till den tid Bibeln skrevs i, ofta kommer i konflikt med moderniteten och icke-konservativa värderingar. 
Kristnandet förutsätter egentligen omvändelse, "hjärtats tro" och "munnens bekännelse" enligt Nya testamentet, som uppmanar till spridande av religionen endast genom mission. Ändå har kristendomen allt sedan frankerriket utvecklat en kultur att vinna själar, eller snarare utöka sitt territorium, genom våld och tvång, exempelvis korståg, och med tiden inkvisitionen och häxprocesser (i den mån offren verkligen utövade folktro). Kritiker menar att kristna trosföreställningar[källa behövs], splittring av kristendom i flera konkurrerande inriktningar samt maktrelationer mellan kristet och världsligt ledarskap, har legitimerat och bidragit till religionskrig, och ,åsikts- och religionsförföljelse. Kristna försvarar sig ibland med att den som använder kristendomen till maktmissbruk, och utövar våld och förtryck i kristendomens namn och därmed kränker religionsfriheten, inte kan ha varit pånyttfödd kristen, eftersom han/hon inte är förändrad till sinnet, utan enbart är kristen till namnet och kulturen. Motargument mot detta är att det är ett felslut av typen ingen riktig skotte.
Nya testamentet utgör visserligen en uppgörelse med Gamla testamentets ceremoniella lagar och judiska väckelserörelsers överdrivna lagiskhet, bland annat kring oren mat, omskärelse, rituell renhet och olika straffsatser, och kristendomen presenteras ofta som ett nåd-, freds- och kärleksbudskap. Nya testamentet tar emellertid inte avstånd från Gamla testementet i övrigt, exempelvis dess etiska regler (tio Guds bud), och dess nationalistiska och patriarkala berättelser och Gudsbild. Den tar inte heller avstånd från judarnas syn på homosexuella, och antika samhällens syn på kvinnor, utan har konserverat dessa värderingar och kräver kvinnors underordning i förhållande till män. 
Vissa kritiker, inte minst filosofer, har kritiserat kristendomens moraliska utgångspunkter, dess moralisk-etiska system. Genom att säga att moraliska förhållningssätt bestämts av den egna guden, anger man ett felaktigt skäl till varför människor bör handla moraliskt.[källa behövs] Om motivet för att inte döda enbart är att Gud bestämt detta, så faller skälen mot att döda bort om man skulle finna att Gud inte finns eller att kristendomen inte är sann. Vissa filosofer menar, liksom Nya Testamentet, att vad som är rätt och fel bör avgöras genom att bedöma handlingarnas konsekvenser  (motsvarande Nya testamentets ord om att på frukten ska trädet kännas).

## Kritik av inkonsekvenser i de kanoniska texterna och läran
Den kristna urkunden Bibeln har varit föremål för omfattande kritik. Några ämnen som tagits upp gäller Bibelns stöd för slaveri, Bibelns syn på kvinnan såsom underdånig mannen, Bibelns stöd för auktoritära regimer samt Bibelns stöd för krig och våld mot oskyldiga. Bibelns syn på homosexuella har kritiserats för att vara inhuman och förneka homosexuella deras rättigheter. Den del av Bibeln som kritiserats hårdast är det Gamla testamentet, särskilt tredje och femte Mosebok. Kristna försvarar sig med, att i och med Jesus nedkomst på Jorden så ändrades de gamla lagarna. Men kristendomens kritiker pekar på de stycken i Bibeln där Jesus säger, att det Gamla testamentets regler fortfarande gäller, även om Jesus tydligt poängterade att dessa regler inte längre måste följas till punkt och pricka, eftersom han ansåg att det är omöjligt för människan, med undantag för den gyllene regeln och det dubbla kärleksbudet.
En annan kritisk angreppsvinkel gäller inkonsekvenser och felaktigheter i den kristna läran. En mängd stycken i Bibeln motsäger varandra. Detta är dock ofta inte sant, utan beror på felaktiga översättningar från originalet. Treenigheten har kritiserats för att vara logiskt omöjlig. På grund av treenigheten, förhållandet Gud - Jesus - Helig ande, liksom dyrkan av helgon, har det även framförts, även inom kristenheten sedan dess begynnelse, att kristendomen inte är den monoteistiska lära, som grenar av den utger sig för att vara. Här försvarar sig vissa kristna riktningar med att monoteism enbart handlar om en ensam gud, och att denne ensamma gud delat upp sig själv i tre delar. 
En ytterligare kritisk synpunkt på kristendomen är att kristna ídéer anses ha tagits från andra läror. Gudar som Mithras, Dionysos, Buddha och egyptiska gudar uppvisar alla så stora likheter med Jesus att beskrivningen av den senare sannolikt kan ha påverkats av dessa.[källa behövs] Kritiker av kristendomen, som till exempel Richard Dawkins, menar att de påståenden som kristendomen gör mer eller mindre saknar bevis och logisk koherens. Detta, menar kritikerna, är ett av skälen till varför kristendomen inte kan vara sann, men det är förvisso också själva kärnan i evangeliernas beskrivning av Jesu kamp mot den skeptiska omvärld, som krävde ständiga mirakelbevis och som dömde honom till döden, då han avstod från att försvara sig mot anklagelserna.